# 셰릴린 펜
셰릴린 펜(Sherilyn Fenn, 1965년 2월 1일 ~ )은 미국의 배우이다. 《트윈 픽스》(1990-1991)로 1990년 제42회 프라임타임 에미상과 제48회 골든 글로브상의 드라마 시리즈 부문 여우조연상 후보에 올랐다. 

## 출연 작품

### 텔레비전
- 트윈 픽스 (1990-1991, 2017)
- 셰임리스 (2016)

### 영화
- 광란의 사랑 (1990)
- 생쥐와 인간 (1992)
- 남자가 여자를 사랑할 때 (1993)
- 유나이티드 스테이츠 오브 리랜드 (2003)
- 위시 어폰 (2017)